# Flugplatz Dinslaken/Schwarze Heide

i7
i11
i13
Der Verkehrslandeplatz Dinslaken/Schwarze Heide (IATA-Code: ZCV, ICAO-Code: EDLD) liegt in der Kirchheller Heide im nördlichen Ruhrgebiet. Der Flugplatz wird gemeinsam von der Stadt Bottrop, der Gemeinde Hünxe, der Stadt Dinslaken, der Stadt Voerde und dem Kreis Wesel betrieben.
Er ist, wie auch der Flugplatz Marl-Loemühle, ein Teil der Route der Industriekultur.

## Geschichte
Am 1. Mai 1940 wurde auf dem Gelände des heutigen Flugplatzes der Fliegerhorst Kirchhellen in Betrieb genommen.
Die folgende Tabelle zeigt eine Auflistung ausgesuchter fliegender aktiver Einheiten (ohne Schul- und Ergänzungsverbände) der Luftwaffe die hier zwischen 1940 und 1945 stationiert waren.
| Von            | Bis            | Einheit                                                     | Ausrüstung            |
| -------------- | -------------- | ----------------------------------------------------------- | --------------------- |
| April 1940     | Mai 1940       | IV.(Stuka)/LG 1 (IV. (Stuka-) Gruppe des Lehrgeschwaders 1) | Junkers Ju 87B        |
| Mai 1940       | Mai 1940       | I./ZG 1 (I. Gruppe des Zerstörergeschwaders 1)              | Messerschmitt Bf 110C |
| Juni 1940      | Juni 1940      | II., III./KG 4 (II. und III. Gruppe des Kampfgeschwaders 4) | Heinkel He 111P       |
| August 1944    | September 1944 | I./JG 77 (I. Gruppe des Jagdgeschwaders 77)                 | Messerschmitt Bf 109G |
| September 1944 | November 1944  | II./JG 26                                                   | Focke-Wulf Fw 190A    |

### Nach dem Zweiten Weltkrieg
Am 30. März 1945 wurde der Flugplatz durch die United States Army Air Forces (USAAF) in Betrieb genommen, die ihn als Advanced Landing Ground ALG Y-82 Kirchhellen bezeichnete. Er wurde bis zum 5. Juli 1945 überwiegend als Nachschubflugplatz benutzt.
Im Jahre 1957 beauftragten der Luftsportverein Dinslaken und der Fliegerclub Gladbeck ihre Vorsitzenden, ein geeignetes Gelände für die Errichtung eines Flugplatzes zu finden. Die Wahl fiel auf das Gelände „Schwarze Heide“.
1958 wurden durch die Beauftragten der Vereine ca. 50 Morgen Land angepachtet und bereits im Herbst konnten die ersten Segelflugzeuge starten. 1959 wurde offiziell mit dem Segelflug begonnen. Da die anfallenden Pachtkosten für die Segelfluggruppen eine zu hohe Belastung darstellten, wurde der Flugplatz auch für Motorflugzeuge geöffnet und am 6. Januar 1960 die Flugplatzgesellschaft Schwarze Heide e. V. gegründet. Im Jahr 1961 trat der Kreis Dinslaken dem Verein bei, andere Gebietskörperschaften folgten. Im Verlaufe der Jahre kaufte der Kreis Dinslaken 120 Morgen Gelände für die Nutzung als Flugplatz.
Nach dem Bau der ersten Flugzeughalle im Jahr 1961 wurde in Zusammenarbeit mit dem Verkehrsministerium NRW eine Planung als Nahverkehrslandeplatz erstellt. Das Konzept sah den Ausbau mit einer 1000 m langen Startbahn und die Befestigung der Zuwegungen vor. Diese Planung wurde jedoch wegen ungeklärter Grundstücksfragen nicht realisiert.
Im Jahr 1964 musste der Flugbetrieb wegen des benachbarten Munitionszerlegebetriebes für einige Monate unterbrochen werden. Verhandlungen mit dem Innen- und dem Wirtschaftsministerium NRW führten zu einer Wiederzulassung des Flugbetriebes. Ergebnis der Verhandlungen war aber auch eine Absichtserklärung zum weiteren Ausbau des Flugplatzes. Nach Einholen eines Gutachtens konnte die frühere Planung eines Verkehrslandeplatzes neben dem Munitionszerlegebetrieb nicht mehr aufrechterhalten werden. 1969 wurde daher eine neue Planung in Auftrag gegeben, die auf dem jetzigen Flugplatzgelände einen Verkehrslandeplatz der Klasse 1 – nur für den Motorflug – vorsah. Der Segelflug sollte auf das im Besitz des Kreises Dinslaken befindliche Gelände am Heidhof ausgelagert werden. Trotz Zustimmung der zuständigen Luftfahrtbehörde wurde der Antrag Anfang 1971 durch den Leiter der Luftfahrtabteilung im Wirtschaftsministerium abgelehnt. Die Errichtung eines Regionalflughafens wurde insbesondere unter Berücksichtigung der bestehenden militärischen Tieffluggebiete verworfen.
Im Jahr 1972 beschloss die Flugplatzgesellschaft den Ausbau zum Verkehrslandeplatz Klasse 2 mit Segelfluggelände. Dafür wurde am 19. Dezember 1977 eine Flugplatz-GmbH gegründet.

## Beschreibung
Die 1500 Meter lange und 30 Meter breite, asphaltierte Start- und Landebahn verfügt über eine Befeuerung mit Schwellenblitzen in beiden Anflugrichtungen. Der Flugplatz ist im Sommer von 08:00 bis 20:30 Uhr und im Winter von 09:00 bis Sonnenuntergang + 30 Minuten für den Flugbetrieb geöffnet. Starts und Landungen sind nach vorheriger Anmeldung durch den Piloten zusätzlich von 06:00 bis 08:00 und von 20:30 bis 22:00 Uhr möglich.
Der Platz verfügt über eine Start-/Landebahnbefeuerung und eine Präzisions-Gleitwinkelanflugbefeuerung (PAPI = Precision Approach Path Indicator).
Der Verkehrslandeplatz Schwarze Heide gilt als beliebtes Freizeitziel für Fahrradfahrer und Spaziergänger. Er bietet Freizeit- und Geschäftsflüge mit motorisierten Flugzeugen, Segelflugzeugen, Ultraleichtflugzeugen und Hubschraubern. Der Flugplatz ist Standort mehrerer Flugschulen, des Landesleistungszentrums für Segelflug und der Extra Flugzeugproduktions- und Vertriebs GmbH.
Verschiedentlich finden am Flugplatz auch öffentliche Flugtage mit unterschiedlichen Attraktionen und Flugvorführungen statt.
Das Rufzeichen des Verkehrslandeplatz im Flugfunkdienst lautet „Dinslaken Radio“, die Frequenzen liegen auf 122,705 MHz (Platz) und 123,210 MHz (Segelflug).

## Fluggesellschaften und Ziele
In der Zeit zwischen März 2021 und November 2021 verband die virtuelle Fluggesellschaft MeerExpress regelmäßig den Flugplatz mit den ostfriesischen Inseln Norderney und Juist.

## Ausbau der Startbahn

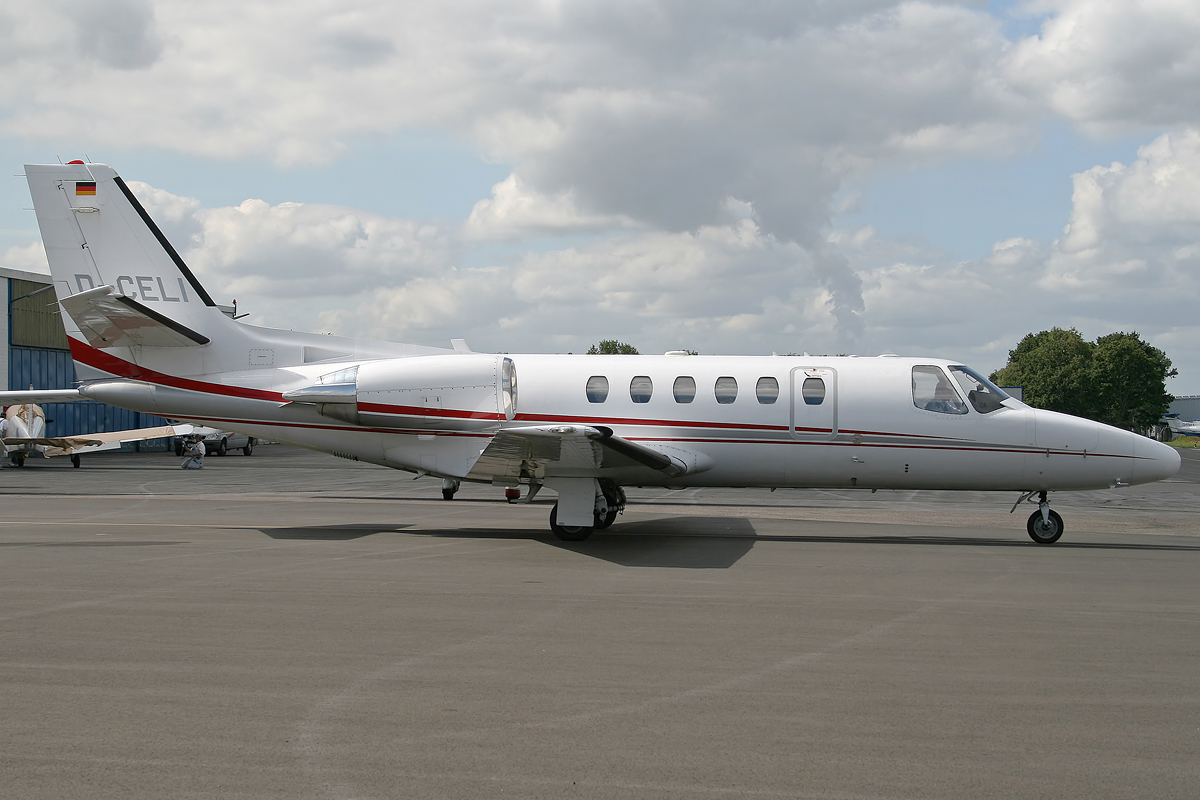
Eine Cessna 550B Citation Bravo auf dem Flugplatz „Schwarze-Heide“, 2012

Plänen zur Vergrößerung des Flugplatzes wurde am 11. November 2008 von der Bezirksregierung zugestimmt. Der geplante Ausbau der Landebahn von 900 m auf 1500 m begann am 17. Februar 2010 durch die Firma Oevermann. Die geplanten Investitionskosten für den Ausbau in Höhe von 6,5 Millionen Euro übernimmt zur Hälfte das Land NRW. Die verbliebenen 50 % tragen die fünf Betreiberkommunen: Bottrop, Hünxe, Voerde, Dinslaken sowie der Kreis Wesel. Da die Stadt Bottrop 49 % der Gesellschafteranteile hält, kommt sie für den größten Anteil auf, der ca. 1,6 Millionen Euro entspricht. Der Ausbau war notwendig geworden, damit nach der Verschärfung der europäischen Sicherheitsrichtlinien die derzeitige Nutzung auch künftig möglich bleibt. Im Herbst 2010 wurde die Landebahn, ohne Unterbrechung des laufenden Flugbetriebes, ausgebaut. Im angrenzenden interkommunalen Gewerbegebiet der Stadt Bottrop und der Gemeinde Hünxe sollen flugaffine Unternehmen angesiedelt werden. Durch die erweiterte Startbahn und das Gewerbegebiet können bis zu 600 neue Arbeitsplätze geschaffen werden.

### Wirtschaftlichkeit und Kritik
Der Flugplatz erhält einen jährlichen Betriebskostenzuschuss von ca. 200.000 € (vor Ausbau). Dies ist ein Gegenargument der Grünen und Vereinigten Wählergemeinschaften des Kreises Wesel. Aus einem 215-Seiten starken Planfeststellungsbeschluss der Bezirksregierung Düsseldorf geht hervor:

„Einen marktbedingten, auf konkreten Nachfragen gestützten Bedarf gibt es derzeit nicht“

„Die von der Flugplatzgesellschaft aufgestellten Prognosen zur wirtschaftlichen Entwicklung des Verkehrslandeplatzes weist sie als zu hoch gegriffen zurück. Die Bezirksregierung konnte bei ihrer Prüfung weder feststellen, dass es am Verkehrslandeplatz Schwarze Heide in der Vergangenheit nennenswerten Betrieb mit Flugzeugen gab, die nach den EU-Sicherheitsstandards dort nicht mehr starten und landen dürften, noch gab es „einen signifikanten Wegfall von Flugbewegungen“ nach Einführung der neuen Sicherheitsvorschriften im Jahr 2005. Gefährdet wären also die derzeit 120 Arbeitsplätze wohl nicht, wenn man alles so ließe, wie es ist.“

## Örtlichkeit
Der Flugplatz liegt laut Anschrift in Hünxe, dagegen wird der offizielle Name auch als „Dinslaken – Schwarze Heide“ und die offizielle Lage immer als 1,9 Seemeilen nordwestlich von Kirchhellen angegeben.
Teile der Landebahn befinden sich sowohl im Bereich der Ortschaft Hünxe als auch auf Bottroper Gebiet. Kirchhellen ist ein Stadtteil von Bottrop. Da dies die nächstgelegene Ortschaft ist, wird sie auch so in der AIP erwähnt: 1,9 NM NW von Kirchhellen.

## Segelflug

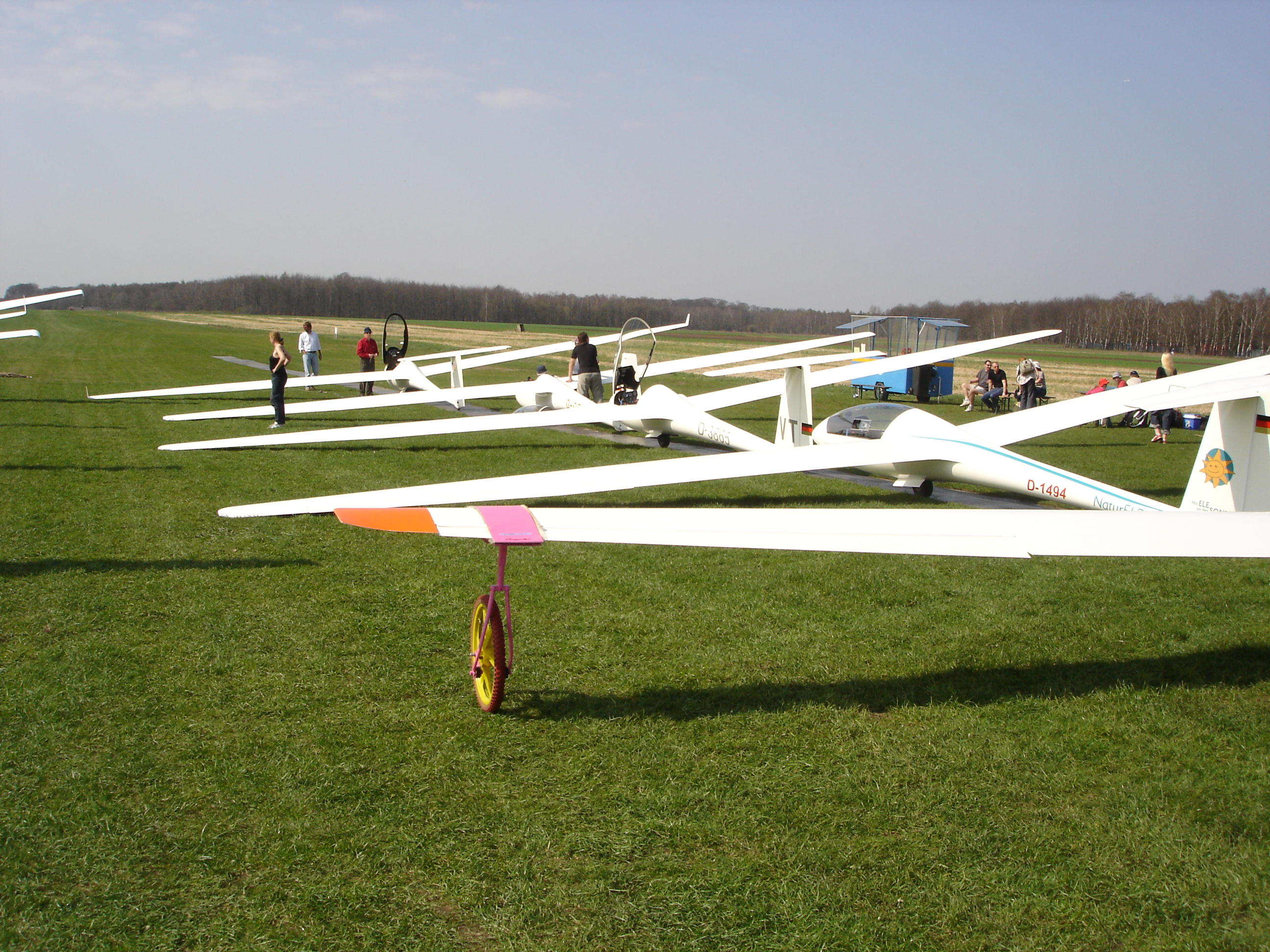
Segelflugstart Einsitzerreihe EDLD

Der Flugplatz Schwarze Heide wurde 1985 vom Landesverband NRW des Deutschen Aero Club e. V. zum Landesleistungsstützpunkt Segelflug ernannt, mit dem Ziel, besonders junge Piloten an den Überland- und Wettbewerbsflug heranzuführen. Ansässige Vereine sind unter anderen der Luftsportverein Dinslaken, Luftfahrt-Verein Bottrop, Flugsportverein Gladbeck, Flugsportverein Oberhausen Duisburg und der Fliegerclub Gladbeck & Kirchhellen.